# リンカーン・Lシリーズ
リンカーン・Lシリーズ（英語: Lincoln L series, 別名はリンカーン・モデルL（英語: Lincoln Model L）はリンカーン・モーター・カンパニー（現：フォード・モーター）が初めて生産した自動車である。 1920年に登場したLシリーズは、1922年にリンカーンが倒産しフォード・モーター・カンパニーに買収された後も生産され続けた。
それは、メルセデスベンツ・630、ロールス・ロイス・ファントムI、パッカード、キャデラック・タイプ61を含む様々なトップレベルの高級車の代替と成り得る選択肢で、1930年にモデルKに代わられるまで生産された。
Lシリーズの組み立てはミシガン州デトロイトで行われた。

## モデルの歴史

### 1917年 – 1922年

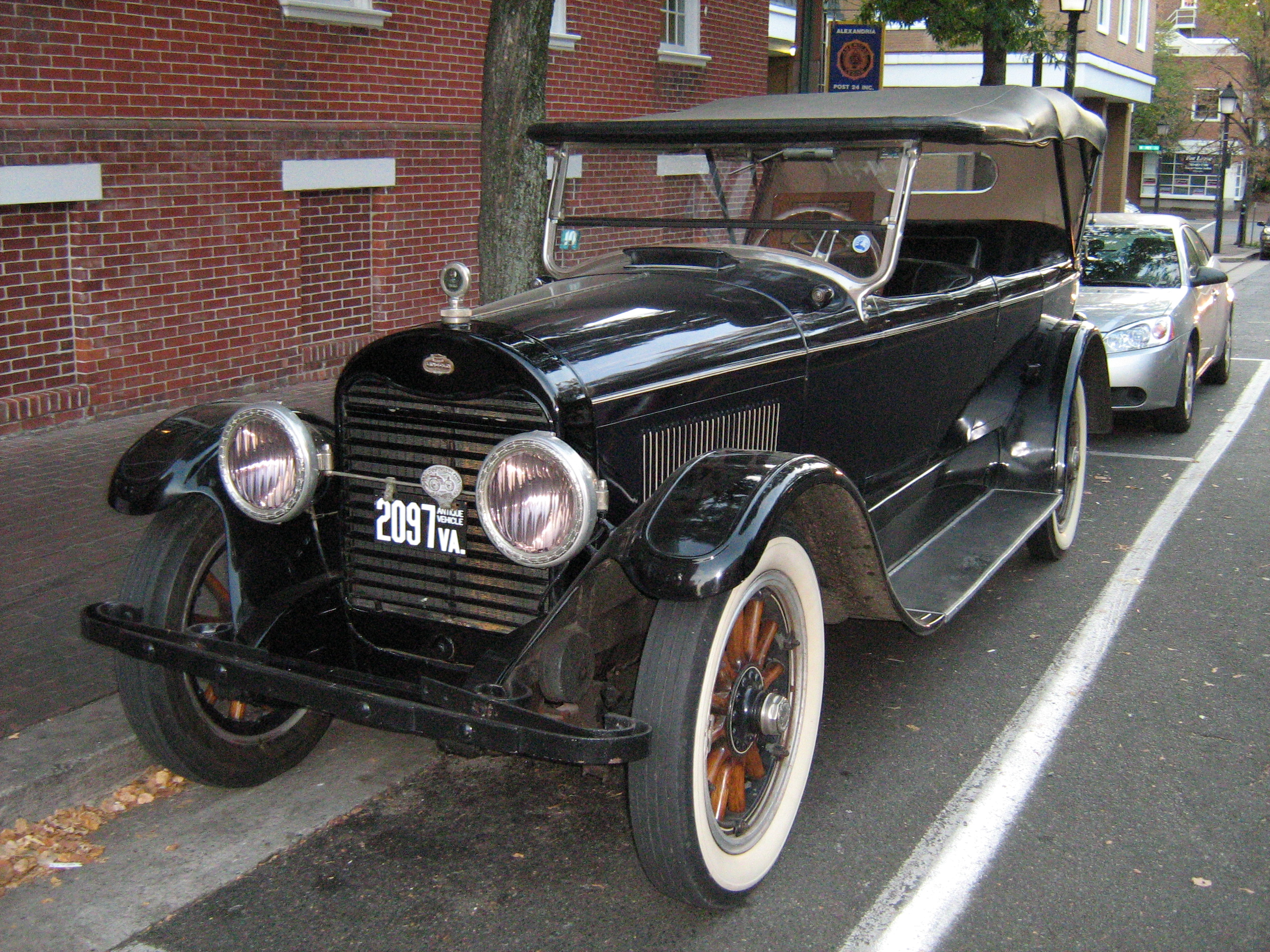
1922年リンカーン・Lシリーズ ツーリングセダン

第一次世界大戦の軍需生産をめぐるウィリアム・デュラントとの論争で会社を辞めた後、キャデラックの創業者ヘンリー・リーランドはリンカーン・モーター・カンパニーを設立した。リンカーン・モーター・カンパニーは、リバティV12型航空機用エンジンを唯一の収益源として生産していた。戦争が終わると、リーランドはリンカーンの自動車を作ることにした。1920年に会社は再編され同年に最初のLシリーズが作られ、1921年モデルとして販売された。
Lシリーズのデザインは、ヘンリー・リーランドの義理の息子で、婦人用の帽子職人としての訓練を積んだアンガス・ウッドブリッジによる物で当時としては古風なものと考えられていた。
第一次世界大戦後の数年間、リンカーン・モーター・カンパニーは、戦後の不況下で虚偽の脱税を繰り返し、苦戦を強いられた。
| 年度   | エンジン                | 馬力 | トランスミッション | ホイールベース    | タイヤサイズ |
| ------ | ----------------------- | ---- | ------------------ | ----------------- | ------------ |
| 1921年 | 357.8CID 60° Lヘッド V8 | 81   | 3速マニュアル      | 130 in (3,302 mm) | 23"          |

### 1922年 – 1923年

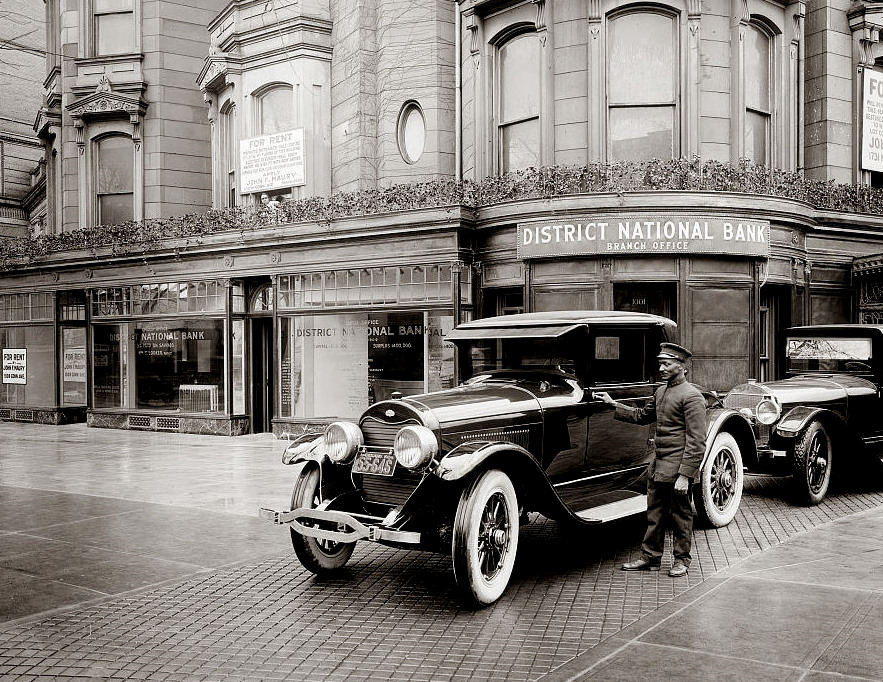
1923 リンカーン・Lシリーズ ブランクーペ

財政難に陥ったリーランドは、1922年に会社をヘンリー・フォードに800万ドルで売却したが、この金額は管財人のアーサー・J・タトル裁判長によって決定された。ヘンリー・リーランドは会社の価値を1600万ドル以上と見積もっていた。数ヶ月後、ヘンリー・フォードの経営スタイルを理由にリーランド家は会社を去り、ヘンリー・フォードの息子のエドセル・フォードがLシリーズの新しいボディを設計した。エドセルは社長に、アーネスト・C・カンツラーはゼネラルマネージャーに就任した。フォードにリンカーンが吸収された初年度、頑丈な車であったLシリーズに油圧式ショックアブソーバーが追加された。 エドセルとカンツラーは生産経済を導入して、製造コストを1台あたり約1000ドル削減した。
ホイールベースが130インチから136インチに拡大された以外は、リンカーン・モデルLのシャシーには大きな変更はなく、60度のLヘッドV8エンジンが生産され続けた。このV8では、フォーク＆ブレードと呼ばれるピストンコンロッドに斬新なアプローチが採用された。これは、2本のコンロッドがクランクシャフト上の1つのベアリングを共有することを意味し、クランクシャフトを短くしてエンジン全体のサイズを小さくしながらも、357.8 cu in (5.9L)の排気量を実現した。また、両バンクのシリンダーは互いに相殺されていない。
1923年にはエドセルの指揮のもと、2窓と3窓の4ドアセダン、4人乗りのフェートンなど、いくつかの新しいボディスタイルがモデルLに導入された。その他にも、2人乗りのロードスター、7人乗りのツーリングセダンとリムジンが5,200ドルで発売された。 セダン、リムジン、カブリオレ、タウンカーはコーチビルダーのフリートウッド、ダーラム、ディートリッヒによって提供され、カブリオレはコーチビルダーのブランによって提供されたボディを選ぶ事もできた。これらのコーチビルダーによってボディが架装された車は7,200ドルもした。比較的ニッチな市場セグメントであったにも関わらず、リンカーンの売上は約45%増加し、7,875台を生産し、1923年末には利益を上げていた。
| 年度   | エンジン | 馬力 | トランスミッション | ホイールベース    | タイヤサイズ |
| ------ | -------- | ---- | ------------------ | ----------------- | ------------ |
| 1923年 | 357.8CID | 90   | 3速マニュアル      | 136 in (3,454 mm) | 23"          |

### 1924年 – 1926年
1924年にはニッケルメッキのラジエターシェルを採用するなど、Lシリーズの外観を一新し、1925年にはカウルランプがなくなった。前後バンパーが標準装備された。最小のLシリーズは2ドア2人乗りのロードスターだった。1926年は内装の一部が変更された以外は基本的に同じであった。
1924年、全国の警察署で大型ツーリングセダンが使用されるようになった。これらの車はポリスフライヤーとして知られており、4輪ブレーキが装備されていたが、これは民生車に導入される2年前の事だった。厚さ7/8インチの防弾フロントガラスとフロントガラスの端にスポットライトを取り付けた特別装備車で、運転席には自動ワイパー、助手席には手回し式のワイパーが装備されていた。排気装置には警察のホイッスルが取り付けられ、銃架も装備されていた。
| 年度   | エンジン    | 馬力 | トランスミッション | ホイールベース    | タイヤサイズ |
| ------ | ----------- | ---- | ------------------ | ----------------- | ------------ |
| 1925年 | 357.8CID V8 | 90   | 3速マニュアル      | 136 in (3,454 mm) | 23"          |

### 1927年 – 1930年

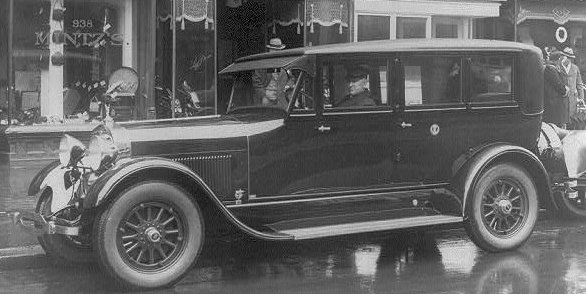
1927-28 リンカーン・Lシリーズ リムジン

1927年、Lシリーズは4輪標準の機械式ブレーキを備えた小型ホイールを採用した。 すべての計器類は楕円形の表面に配置された。1928年にはエンジンが大型化された（ただし馬力は増加しなかった）。1929年には安全ガラスと二重ワイパーが採用された。1930年はLシリーズの最後の年であった。
| 年度   | エンジン    | 馬力 | トランスミッション | ホイールベース    | タイヤサイズ |
| ------ | ----------- | ---- | ------------------ | ----------------- | ------------ |
| 1928年 | 384.8CID V8 | 90   | 3速マニュアル      | 136 in (3,454 mm) | 20"          |

## コーチビルドの事例
リンカーンは1920年代から30年代初頭にかけて数十社のコーチビルダーと契約し、1920年代にはアメリカン、アンダーソン、バブコック、ホルブルック、ジャドキンス、ラング、レバロン、ロック、マレー、トウソン、ウィロビーなどが複数のカスタムメイド車を製作した。1930年代にはマーフィー、ロールストン、ウォーターハウスが追加された。1920年代のリンカーンではオプション装備は必ずしも問題ではなかった。ニッケルメッキのラジエーターシェルは25ドルで取り付けられ、ニスを塗った天然木のホイールは15ドル、ラッジ＝ホイットワースのセンターロックワイヤーホイールはさらに100ドルであった。ディスチールのスチールディスクホイールも60ドルで購入できた。
リンカーンは、当時のマーケティングツールとして用いられていたモデルチェンジを毎年行わない事を選択し、新規顧客を引き付けるよう設計された。当時のリンカーンの顧客は、異なるボディワークを持つ複数のリンカーンを購入する事で知られていたため、そのような顧客基盤に対応するため、毎年のモデルチェンジは行われていなかった:52–57。

## 生産台数
| 年度   | 生産台数 |
| ------ | -------- |
| 1921年 | 2957台   |
| 1922年 | 5512台   |
| 1923年 | 7875台   |
| 1924年 | 7053台   |
| 1925年 | 8541台   |
| 1926年 | 8787台   |
| 1927年 | 7149台   |
| 1928年 | 6362台   |
| 1929年 | 7672台   |
| 1930年 | 3212台   |

Lシリーズは合計 65,120台が生産された。

## 大衆文化への影響
CBSの古典的シチュエーション・コメディ「ザ・グッド・ガイズ」の最初のシーズンに1924年型のリンカーンが登場した。
1986年のコメディ映画「ザ・マネー・ピット」では、1929-30年式リンカーン・Lシリーズの4ドアスポーツフェートンが購入した家の一部として付属していた。